# Qingwang
Król Qing z dynastii Zhou (chiński: 周頃王; pinyin: Zhōu Qĭngwáng) – dziewiętnasty władca tej dynastii i siódmy ze wschodniej linii dynastii Zhou. Rządził w latach 618-613 p.n.e. Jego następcą został jego syn, Kuangwang.